# Thủy điện Ust-Ilimsk
Thủy điện Ust-Ilimsk (Ust-Ilimsk HPS) là một đập trọng lực bê tông trên sông Angara. Nằm gần Ust-Ilimsk, Irkutsk Oblast, Nga và là đập thứ ba trên sông Angara. Đập được xây dựng vào năm 1963, hồ chứa của nó bắt đầu tích đầy nước vào năm 1974 và nhà máy điện đã bắt đầu được vận hành vào năm 1980.

## Thông số kỹ thuật
Đập chính là dài 1.475 m (4.839 ft) và cao 105 m (344 ft)  với đập tràn dài 242 m (794 ft). Đập được bao quanh bởi hai đập phụ lấp đất, một đập bên trái (phía tây) là dài 1.710 m (5.610 ft)  và cao 28 m (92 ft). Ở bờ phải (phía đông), đập phụ là dài 538 m (1.765 ft)  và cao 47 m (154 ft). Nhà máy điện nằm ở bờ phải (phía đông) chứa 16 tuabin với công suất lắp đặt 3,840 MW. Nhà máy điện được thiết kế để có thể lắp đặt thêm 2 tuabin khác, nếu được lắp đặt, sẽ nâng tổng công suất lên tới 4.320 MW.
Năm 1981, thủy điện đã tạo ra sản lượng điện 100 tỷ kWh đầu tiên, tổng sản lượng điện tăng gấp đôi vào năm 1986 và tăng gấp đôi vào năm 1995 với 400 tỷ kWh. Đến ngày 1 tháng 10 năm 2005, thủy điện đã sản xuất 600 tỷ Kwh. Trung bình, nhà máy thủy điện sản xuất 21,7 tỷ kWh mỗi năm.